# Durham Township (Pennsylvanie)
Durham Township est un township, situé au nord du comté de Bucks, en Pennsylvanie, aux États-Unis,. En 2010, le township comptait une population de 20 075 habitants.

## Démographie
Lors du recensement de 2010, le township comptait une population de 1 144 habitants. Elle est estimée, en 2016, à 1 141 habitants.

### Source de la traduction
- (en) Cet article est partiellement ou en totalité issu de l’article de Wikipédia en anglais intitulé « Durham Township, Bucks County, Pennsylvania » (voir la liste des auteurs).